# Niels Bache
Niels Simon Bache, född 15 mars 1748 i Knudstrup i Århus stift, död 7 april 1795, var en dansk trädgårdsmästare.
Bache, som var bondson, utbildades i trädgårdsskötsel, bland annat genom resor och flerårig vistelse i Nederländerna (Amsterdam) och England (Sion House och Kew Gardens), samt anställdes den 1 april 1780 som trädgårdsmästare vid den kungliga botaniska trädgården vid Charlottenborg i Köpenhamn, 1793 vid Frederiksborgs slottsträdgård och 1794 som trädgårdsmästare och slottsförvaltare vid Charlottenlunds slott, där han avled. Med anledning av några av Niels Ditlev Riegels och Niels Tønder Lund publicerade angrepp på förhållandena i den botaniska trädgården utgav Bache 1787 och 1788 ett par motskrifter, av vilka den sista – 52 sidor i kvarto – innehåller åtskilliga goda upplysningar och rätt träffande anmärkningar. Det finns emellertid, enligt Eugen Warming, Dansk botanisk Litteratur 1881, anledning till förmodan om, att den egentliga författaren är professor Christen Friis Rottbøll. Flera mindre avhandlingar från Baches hand publicerades i almanackor på föranstaltande av Landhusholdningsselskabet, av vilket han var verksam medlem.